# Chaetocraniopsis chilensis
Chaetocraniopsis chilensis är en tvåvingeart som beskrevs av Townsend 1915. Chaetocraniopsis chilensis ingår i släktet Chaetocraniopsis och familjen parasitflugor. Inga underarter finns listade i Catalogue of Life.